# Romsdals Budstikke
Romsdals Budstikke – norweski dziennik wydawany w Molde.
Ukazuje się od poniedziałku do soboty. Został założony w roku 1843. W dzienniku tym, w roku 1848, debiutował jako publicysta Bjørnstjerne Bjørnson, biorąc w obronę Dzień Konstytucji. Początkowo była to gazeta stronnictwa liberalnego, a później partii liberalnej Venstre. Od roku 1973 dziennik wydawany jest jako pismo niezależne.